# Liste deutscher Stadtgründungen/19. Jahrhundert
Die Liste deutscher Stadtgründungen im 19. Jahrhundert enthält Orte, die im 19. Jahrhundert gegründet oder erstmals urkundlich erwähnt wurden und später zu Städten wurden.
- 1810 Neu-Ulm (Stadtrechte 1869)
- 1810 Putbus, Insel Rügen, Gründung durch Wilhelm Malte I., Fürst zu Putbus, seit 1960 Stadtrecht
- 1811 Friedrichshafen, Zusammenschluss der Stadt Buchhorn mit dem Dorf und Kloster Hofen
- 1827 Bremerhaven (Stadtrechte 1851)
- 1853 Ludwigshafen am Rhein (Stadtrechte 1859)
- 1856 Wilhelmshaven (Stadtrechte 1873)

## Verleihung der Stadtrechte
Folgende Orte bekamen im 19. Jahrhundert die Stadtrechte verliehen:
- 1808 Achern
- 1808 Au (1854 nach München eingemeindet)
- 1808 Mülheim an der Ruhr
- 1808 Remscheid
- 1809 Schönau im Schwarzwald, 1936 aberkannt und 1950 wieder gewährt
- 1809 Todtnau
- 1810 Donaueschingen
- 1810 Herbolzheim
- 1810 Kandern
- 1810 Zell im Wiesental
- 1815 Ellingen (Ersterwähnung 899)
- 1819 Marktbreit (Ersterwähnung 1266)
- 1819 Marktsteft (Ersterwähnung 1216)
- 1820 Hochheim am Main (Ersterwähnung 754) seit 1820 als Stadt geführt, ohne Nachweis der Verleihung
- 1824 Hilchenbach
- 1825 Gütersloh
- 1828 Spaichingen
- 1831 Metzingen
- 1834 Brand-Erbisdorf
- 1844 Schwarzenbach an der Saale
- 1847 Berka/Werra
- 1855 Gehren
- 1855 Großbreitenbach
- 1855 Langewiesen
- 1856 Bergisch Gladbach
- 1856 Brake (Unterweser)
- 1856 Burscheid
- 1856 Elsfleth
- 1856 Leichlingen (Rheinland)
- 1856 Lüttringhausen (1929 nach Remscheid eingemeindet)
- 1856 Varel
- 1857 Bergisch Neukirchen (1975 nach Leverkusen eingemeindet)
- 1857 Deutz (1888 nach Köln eingemeindet)
- 1858 Opladen (1975 nach Leverkusen eingemeindet)
- 1859 Dingelstädt
- 1860 Papenburg
- 1861 Hilden
- 1864 Rosenheim
- 1865 Bentheim
- 1865 Gräfrath
- 1865 Kattowitz
- 1865 Lorch
- 1869 Alpirsbach
- 1869 Königshütte
- 1870 Heide (Holstein)
- 1871 Mölln
- 1873 Furtwangen im Schwarzwald
- 1873 Wermelskirchen
- 1874 Meuselwitz
- 1874 Oberhausen
- 1875 Gelsenkirchen
- 1875 Wedel
- 1876 Wattenscheid (1975 nach Bochum eingemeindet bzw. mit Bochum vereinigt)
- 1879 Bad Doberan
- 1881 Kalk (1910 nach Köln eingemeindet)
- 1883 Limbach
- 1886 Gerabronn
- 1886 Schwabing (1890 nach München eingemeindet)
- 1891 Bonndorf im Schwarzwald
- 1891 St. Georgen im Schwarzwald
- 1894 Mehlis (1919 mit Zella St. Blasil zu Zella-Mehlis vereinigt)
- 1895 Hockenheim
- 1896 Ruhla
- 1898 Altötting
- 1898 Barmstedt
- 1898 Lehrte
- 1898 Schöneberg (1920 nach Berlin eingemeindet)
- 1898 Treuchtlingen
- 1899 Rixdorf (1912 in Neukölln umbenannt, 1920 nach Berlin eingemeindet)
- 1899 Wesselburen
- 1900 Bredstedt
- 1900 Glücksburg (Ostsee)